# Bistum Green Bay
Das in den USA gelegene Bistum Green Bay (lateinisch Diocesis Sinus Viridis, englisch Diocese of Green Bay) mit Sitz in Green Bay wurde am 3. März 1868 von Papst Pius IX. durch die Abtrennung von Gebieten der Erzdiözese Milwaukee errichtet. Es gehört als Suffragandiözese zur Kirchenprovinz Milwaukee.

## Geschichte
Papst Pius IX. errichtete das Bistum am 3. März 1868. Es umfasst 16 Counties im Nordosten von Wisconsin am Michigansee.
Die frühesten christlichen Spuren im Gebiet der heutigen Diözese hinterließen Jesuitenmissionare, die um 1634 im Gefolge des französischen Entdeckers Jean Nicolet den Michigansee überquerten. 1669 feierte der Jesuit Claude-Jean Allouez mit Indianern am Fest des heiligen Franz Xaver die Heilige Messe und gründete die nach dem Heiligen benannte Indianermission. Mit der Zerstörung von Fort Francis westlich des heutigen Green Bay im Jahr 1728 endete katholisches Leben für fast ein Jahrhundert. Mit der Ansiedlung frankokanadischer Siedler begann ab 1825 erneut die Gründung kirchlicher Strukturen. Im 19. Jahrhundert gründeten deutsche, belgische, irische und polnische Siedler eigene Kirchengemeinden, deren sprachliche Eigenständigkeit sich durch Heirat und den wachsenden Einfluss der englischen Sprache bald auflöste.
Mit der Gründung des Bistums wurde die 1854 errichtete deutsche Marienkirche zur Kathedrale erhoben. Unter Green Bays zweitem Bischof Franz Xaver Krautbauer wurde an gleicher Stelle die heutige Kathedrale gebaut, die dem Bistumspatron Franz Xaver geweiht ist. Vorbild der Kathedrale ist die Ludwigskirche in München. Für das monumentale Altarbild gewann Krautbauer den deutschen Nazarener Johann Schmitt.
2016 wurde im Marienwallfahrtsort Champion das Diözesanheiligtum durch die US-amerikanische Bischofskonferenz zum Nationalheiligtum Unserer Lieben Frau von Champion erhoben.

## Bischöfe von Green Bay
- Joseph Melcher (1868–1873)
- Franz Xaver Krautbauer (1875–1885)
- Frederick Francis Xavier Katzer (1886–1891, danach Erzbischof von Milwaukee)
- Sebastian Gebhard Messmer (1891–1903, danach Erzbischof von Milwaukee)
- Joseph John Fox (1904–1914)
- Paul Peter Rhode (1915–1945)
- Stanislaus Vincent Bona (1945–1967)
- Aloysius John Wycislo (1968–1983)
- Adam Joseph Maida (1983–1990, danach Erzbischof von Detroit)
- Robert Joseph Banks (1990–2003)
- David Zubik (2003–2007, danach Bischof von Pittsburgh)
  - Timothy Dolan (2007–2008 als Apostolischer Administrator)
- David Ricken (seit 2008)